# Phlebia caspica
Phlebia caspica är en svampart som beskrevs av Hallenb. 1980. Phlebia caspica ingår i släktet Phlebia och familjen Meruliaceae.   Inga underarter finns listade i Catalogue of Life.